# 湘南まるごと〜どっちすき!?
『湘南まるごと どっちすき!?』は、ジェイコム湘南ほかで放送された赤の男･たかとりじゅん&青の男･宮本ムサシのおじさんコンビ「どっち～ず」が、ゆるゆるに湘南を駆け巡るというバラエティ番組。

## 概要
『38COM-SHOW』という前番組で「COMS」というコンビ名でMCをしていたが番組が終了。1年後どっち〜ずと襲名する形でスタート。
「ゆるい」というコンセプトのわりには番組のテンポはよく、芸人不在のおじさんMCとはいえ笑いどころ多々な番組。内容のほとんどがガチ企画で2014年9月16日放送の回、サッカーを今さら習うと言う企画で、10月の新編成継続を賭けて、ゴールのポールに付いた紙風船に当たらなければ番組終了という賭けに敗れて、番組は敢え無く終了となった。ジェイコム湘南では2007年10月から2014年9月30日までの7年間にわたって放送された。ケーブルテレビでも異例の長寿番組をこのような終わり方にするのも、この番組らしい。

## 恒例企画
- ご当地対決　出題されたご当地名物品を赤青チーム分けして集め、多く集めた方が勝ちというゲーム。（だが、赤･たかとりじゅんは惨敗）
- メンチカツ向上委員会　湘南エリア別の精肉店をクジで引き当て､引き当てた精肉店のメンチカツをひたすら食べ歩くという企画。
- 江ノ電スゴロク　江ノ電でも異例という企画だったらしい。藤沢駅から鎌倉を折り返してサイの目ピッタリでるまで上がれないという過酷な企画。のち、民放でもやるようになったが、この番組を見て始めたのかは謎･･･。江ノ電が視聴者プレゼントを豪勢に出していたのも、この番組では異例だった。
- どっち～ずサンタ　事前にプレゼントを収集し、応募してきた視聴者の家にノーアポで直接渡しに行き、不在の場合は別の人に渡しに行くと言うガチ企画。
- D-1グランプリ（どっちワングランプリ）１年で放送されたシーンをクイズで当て、勝った者がたたえられるという毎年締めの恒例企画。